# هارفي ر. ميلر
هارفي ر. ميلر (بالإنجليزية: Harvey R. Miller)‏ هو محامي أمريكي، ولد في 1 مارس 1933 في Gravesend, Brooklyn ‏ في الولايات المتحدة، وتوفي في 27 أبريل 2015 في مانهاتن في الولايات المتحدة بسبب تصلب جانبي ضموري.